# Okręty podwodne typu Diane (1912)
Okręty podwodne typu Diane – francuskie oceaniczne okręty podwodne z czasów I wojny światowej i okresu międzywojennego. W stoczni Arsenal de Cherbourg zbudowano w latach 1912–1917 dwa okręty tego typu, które weszły do służby w Marine nationale w latach 1916-1917. „Diane” zatonął w ostatnim roku wojny, zaś „Daphné” użytkowany był do połowy lat 30. XX wieku.

## Projekt i budowa
Oba okręty typu Diane zamówione zostały na podstawie programu rozbudowy floty francuskiej z 1912 roku. Okręty zaprojektował inż. Jean Simonot, tworząc mniejszą wersję swojego poprzedniego projektu Gustave Zédé.
Dwa okręty typu Diane zbudowane zostały w Arsenale w Cherbourgu. Stępki okrętów położono w grudniu 1912 roku, a wodowane zostały w latach 1915-1916. Nazwy okrętów nawiązywały do mitologii – rzymskiej bogini łowów Diany oraz nimfy greckiej – Dafne. 
| Okręt           | Stocznia             | Początek budowy | Wodowanie            | Ukończenie budowy |
| --------------- | -------------------- | --------------- | -------------------- | ----------------- |
| „Diane” (Q107)  | Arsenal de Cherbourg | grudzień 1912   | 30 września 1916     | sierpień 1917     |
| „Daphné” (Q108) | Arsenal de Cherbourg | grudzień 1912   | 25 października 1915 | lipiec 1916       |

## Dane taktyczno–techniczne
Jednostki typu Diane były średniej wielkości oceanicznymi okrętami podwodnymi o konstrukcji dwukadłubowej. Długość całkowita wynosiła 68 metrów, szerokość 5,53 metra i zanurzenie 3,72 metra. Wyporność w położeniu nawodnym wynosiła 633 tony, a w zanurzeniu 891 ton. Okręty napędzane były na powierzchni przez dwa czterosuwowe silniki Diesla Vickers („Diane”) lub dwa dwusuwowe silniki Diesla Sulzer („Daphné”) o łącznej mocy 1800 koni mechanicznych (KM). Napęd podwodny zapewniały dwa silniki elektryczne Sabathé o łącznej mocy 1400 KM. Dwuśrubowy układ napędowy pozwalał osiągnąć prędkość 17 węzłów na powierzchni i 11,5 węzła w zanurzeniu. Zasięg wynosił 2500 Mm przy prędkości 10 węzłów w położeniu nawodnym oraz 130 Mm przy prędkości 5 węzłów pod wodą.
Okręty wyposażone były w 10 wyrzutni torped kalibru 450 mm (cztery wewnętrzne na dziobie, dwie na rufie oraz cztery zewnętrzne), z łącznym zapasem 12 torped. „Daphné” otrzymał dodatkowo działo pokładowe kal. 75 mm. Załoga jednego okrętu składała się z 4 oficerów oraz 39 podoficerów i marynarzy.

## Przebieg służby
Okręty typu Diane zostały wcielone do służby w Marine nationale w latach 1916-1917. Otrzymały numery taktyczne Q107 i Q108. „Diane” podczas wojny operowała na Atlantyku. 11 lutego 1918 roku nieopodal La Rochelle, podczas misji eskortowania czteromasztowego żaglowca „Quevilly”, z nieznanych przyczyn na okręcie nastąpiła wewnętrzna eksplozja, w wyniku której jednostka zatonęła wraz z całą załogą.
„Daphné” po wojnie poddano modernizacji, m.in. skrócono czas zanurzania i zainstalowano nowy peryskop. Jednostka pełniła służbę do lutego 1935 roku, kiedy została skreślona z listy floty.